# اونریو کیوکیچی
اونریو کیوکیچی (به ژاپنی: 雲龍 久吉) کُشتی‌گیر سوموی اهل استان فوکوئوکا در کشور ژاپن است که دهمین کشتی‌گیر دارای رتبهٔ یوکوزونا محسوب می‌شود. وی در سال ۱۸۶۱ میلادی به این مرتبه ارتقا یافت و در سال ۱۸۶۵ میلادی بازنشست شد. اونریو کیوکیچی توانست ۷ بار قهرمان (یوشو) مسابقات سومو شود.